# Jentry Chau împotriva infernului
Jentry Chau împotriva infernului (în engleză Jentry Chau vs. The Underworld) este un serial de animație american de acțiune supranatural creat de Echo Wu. Produs de Netflix Animation și Titmouse, Inc., serialul a avut premiera pe 5 decembrie 2024 pe Netflix.

## Personaje

### Principale
- Jentry Chau - Este o tânără adolescentă cu puteri magice, ea vrea să trăiască o viață normală, dar este forțată să-și folosească magia pentru a-l opri pe maleficul Domn Cheng.
- Gugu - Este stră mătușa lui Jentry, ea a crescut-o de când era mică.
- Ed - Este ajutorul lui Jentry, el e un jiangshi.

### Secundare
- Michael - Este prietenul lui Jentry din copilărie.
- Kit - Este crush-ul lui Jentry.
- Stella - Este iubita lui Michael.
- Domnul Cheng - Este un Mogui antic care o vânează pe Jentry pentru puterile ei, le vrea pentru a o aduce la viață pe fiica lui.
- Mogui - E un spirit Chinez malefic.
- Directorul Wheeler - Este directorul Liceului Riverfork.
- Moonie Chau - Este mama lui Jentry.
- Peng Chau - Este tatăl lui Jentry.
- Zhongkui - Este gardianul tărâmului Zhong.
- Tokki - Este prietena lui Jentry de la liceul cu internat din Seul, Coreea
- Iris - Este bunica lui Jentry și sora lui Gugu.
- Solar Tang - E o mercenară.
- Cap de Taur - Este un demon cu un cap de taur și un gardian al Diyu alături de Față de Cal.
- Față de Cal - Este un demon cu o față de cal și un gardian al Diyu alături de Cap de Taur.

## Episoade
| Premiera nternațională | N/o | Titlu român                     | Titlu englez                 |
| ---------------------- | --- | ------------------------------- | ---------------------------- |
|                        |     |                                 |                              |
| PRIMUL SEZON           |     |                                 |                              |
|                        |     |                                 |                              |
| 05.12.2024             | 01  | Cea mai groaznică zi de naștere | Worst Birthday Ever          |
|                        |     |                                 |                              |
| 05.12.2024             | 02  | Atenție, foc!                   | Fifteen Minutes of Flame     |
|                        |     |                                 |                              |
| 05.12.2024             | 03  | Fata cu perla                   | Girl with a Pearl            |
|                        |     |                                 |                              |
| 05.12.2024             | 04  | Uită de Alamo                   | Forget the Alamo             |
|                        |     |                                 |                              |
| 05.12.2024             | 05  | Îmi aștept monstrul visurilor   | Some Gui My Prince Will Come |
|                        |     |                                 |                              |
| 05.12.2024             | 06  | În dragoste și-n război         | All's Fair in Love and War   |
|                        |     |                                 |                              |
| 05.12.2024             | 07  | Călătorie în Zhong              | Into the Zhong               |
|                        |     |                                 |                              |
| 05.12.2024             | 08  | Jaf în trei                     | Fifteen Finger Discount      |
|                        |     |                                 |                              |
| 05.12.2024             | 09  | Toată lumea câștigă             | Everyone Wins                |
|                        |     |                                 |                              |
| 05.12.2024             | 10  | O noapte printre stele          | A Night with the Stars       |
|                        |     |                                 |                              |
| 05.12.2024             | 11  | Intenții bune                   | Good Intentions              |
|                        |     |                                 |                              |
| 05.12.2024             | 12  | Fazele lui Moonie               | Moonie Phases                |
|                        |     |                                 |                              |
| 05.12.2024             | 13  | La școală peste noapte          | Lock-In                      |
|                        |     |                                 |                              |
|                        |     |                                 |                              |

## Producție
Serialul a fost dezvăluit de Netflix pentru prima dată în martie 2023, alături de o primă vedere și de distribuția vocală cu Echo Wu pe post de showrunner. Wong și Aron Eli Coleite servesc ca producători executivi.